# الدوري الإيراني الدرجة الثانية 2000-01
الدوري الإيراني الدرجة الثانية 2000-01 هو موسم من الدوري الإيراني الدرجة الثانية. فاز فيه نادي أبو مسلم خراسان.